# 新富駅

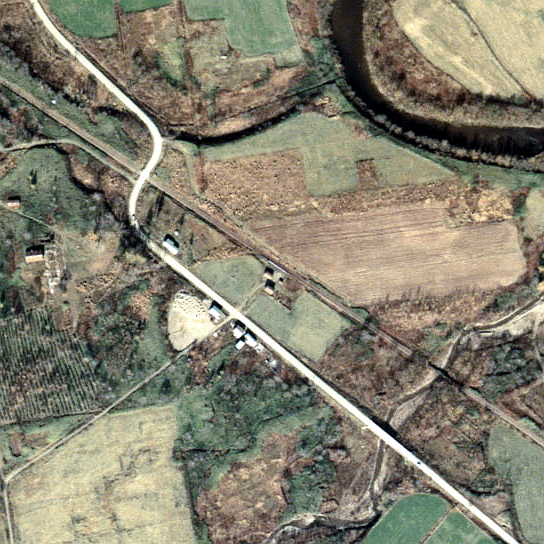
1977年の新富駅と周囲約500 m範囲。左上が朱鞠内方面。

新富駅（しんとみえき）は、北海道（空知支庁）雨竜郡幌加内町字新富にあった北海道旅客鉄道（JR北海道）深名線の駅（廃駅）である。電報略号はシミ。事務管理コードは▲121409。

## 歴史
当駅が所在した新富（旧名：豊富）地区では、戦時中の1943年（昭和18年）から1945年の終戦頃まで、近隣で亜炭の鉱区が開かれて添牛内駅まで月産500tの馬搬が行われていたことから、関係者や住民から開駅の要望が出されていた。炭砿は昭和22年に休鉱となったが要望は根強く、ついに鉄道局の許可を取り付けて集落負担（一部村費）でホームと駅舎・便所を建設したが、結局貨物の取扱を行わない無人の乗降場となった。
利用者減少により深名線廃止に先立つ1990年（平成2年）9月1日に廃駅となったが、この際、駅の廃止に当たってJR北海道から廃止を打診された幌加内町が、利用していた3戸の住民に確認せず廃止に同意をしたため、列車で病院に通っていた老夫婦が孤立するという問題が起きている。なお、2015年の国勢調査によると幌加内町字新富は消滅集落となっている。

### 年表
- 1953年（昭和28年）
  - 8月27日：工事着手[3]。
  - 9月25日：駅設置工事竣工[2][3]。工費75万円[3]。
  - 10月7日：上り2番列車から30秒停車が実現する（非公式開業？）[2]。
- 1955年（昭和30年）9月2日：日本国有鉄道深名線の新富仮乗降場（局設定）として開業[5]。
- 1956年（昭和31年）9月20日：駅に昇格。新富駅となる[6][5]。旅客のみ取扱い[5]。
- 1987年（昭和62年）4月1日：国鉄分割民営化によりJR北海道に継承[5]。
- 1990年（平成2年）9月1日：利用者減少により廃止となる[5]。

### 駅名の由来
もともと地名は「豊富」であった。しかしすでに宗谷本線豊富駅があるため「新富」とした。その後住民から地区名も新富に変更するよう要望があり、1960年（昭和35年）1月1日から地区名も新富となった。
なお、1973年（昭和48年）に国鉄北海道総局が発行した『北海道　駅名の起源』では、字名改正が先であったとしているが、これは誤りである。

## 駅構造
廃止時点で、単式ホーム1面1線を有する地上駅で、分岐器を持たない棒線駅となっていた。ホームは石組み土盛りの造りで、線路の東側（名寄方面に向かって右手側）に設置されていた。また、無人駅であったが、ホーム中央部分の出入口附近に待合所機能のみの木造駅舎を有した。

## 駅周辺
駅前に民家は無く、周囲は休耕田が目立っていた。
- 国道275号（空知国道）
- 北海道大学演習林[10]
- 雨竜川[10]
- ジェイ・アール北海道バス深名線「新富」停留所

## 駅跡
廃駅と同時に撤去され、2011年（平成23年）時点では駅関連施設はすべて撤去されている。

## 隣の駅
北海道旅客鉄道
深名線
政和駅 - 新富駅 - 添牛内駅